# Wandella centralis
Wandella centralis är en spindelart som beskrevs av Gray 1994. Wandella centralis ingår i släktet Wandella och familjen Filistatidae. Inga underarter finns listade i Catalogue of Life.